# تشارلي ميرفي
تشارلي ميرفي (بالإنجليزية: Charlie Murphy)‏ هي ممثلة أيرلندية، ولدت في 19 أبريل 1988 في جمهورية أيرلندا.

## أعمال

### أفلام
- (2014) '71
- (2017) الأجنبي

### مسلسلات
- بيكي بلايندرز
- ذا لاست كينغدوم

## وصلات خارجية
- تشارلي ميرفي على موقع IMDb (الإنجليزية)
- تشارلي ميرفي على موقع ألو سيني (الفرنسية)
- تشارلي ميرفي على موقع قاعدة بيانات الفيلم (الإنجليزية)